# Trey Lance
Trey Lance (geboren am 9. Mai 2000 in Marshall, Minnesota) ist ein US-amerikanischer American-Football-Spieler auf der Position des Quarterbacks. Er spielte College Football für die North Dakota State Bison. Im NFL Draft 2021 wurde Lance an dritter Stelle von den San Francisco 49ers ausgewählt. Seit 2025 spielt er für die Los Angeles Chargers, zuvor stand er zwei Jahre in Diensten der Dallas Cowboys.

## Frühe Jahre
Trey Lance' Vater Carlton Lance spielte als Cornerback für die Southwest Minnesota State University und war kurzzeitig in der Canadian Football League (CFL) für die Saskatchewan Roughriders und in der World League of American Football für die London Monarchs aktiv. Trey ging auf die Marshall High School in seiner Heimatstadt und spielte dort drei Jahre lang Football für die Tigers als Quarterback, als Strong Safety und auch als Defensive End.
Er erhielt mehrere Angebote aus der NCAA Division I Football Bowl Subdivision (FBS) von Boise State, Northern Illinois, den Air Force Falcons, zudem hatten Minnesota und Iowa Interesse daran, Lance auf anderen Positionen einzusetzen. Er entschloss sich aber stattdessen, für die North Dakota State University aus der schwächeren Football Championship Subdivision (FCS) zu spielen. North Dakota hatte zuvor seit 2011 mit Ausnahme einer Saison jährlich die Meisterschaft in der FCS gewonnen und war Alma Mater des zweiten Picks im NFL Draft 2016, Carson Wentz.

## College
Nach einem Redshirtjahr, in dem Lance von dem erfahreneren Easton Stick lernte, ging er als Starter für North Dakota in die Saison 2019. Bei seinem Debüt als Starter brachte er zehn von elf Pässen an ihr Ziel, warf vier Touchdownpässe, erlief zwei weitere Touchdowns und führte die Bison zu einem 57:10-Sieg über die Butler University. North Dakota gewann in dieser Saison mit Lance alle sechzehn Spiele und errang die achte Meisterschaft in neun Jahren. Lance warf für 2.798 Yards bei 66,9 Prozent erfolgreichen Pässen und 28 Passing Touchdowns. Zudem verzeichnete er 1.100 Yards Raumgewinn im Laufspiel und erzielte damit 14 weitere Touchdowns. Besondere Medienaufmerksamkeit erhielt Lance dadurch, dass ihm dabei keine einzige Interception unterlief.
Lance gewann als erster Freshman den Walter Payton Award für den besten Offensivspieler in der FCS und wurde auch mit dem Jerry Rice Award als bester Freshman ausgezeichnet. Mit einem Passing Efficiency Rating von 180,6 und insgesamt 3.886 erzielten Yards Raumgewinn stellte Lance jeweils neue Bestmarken an seinem College auf.
Wegen der COVID-19-Pandemie in den Vereinigten Staaten bestritt North Dakota State 2020 nur ein Spiel am 3. Oktober gegen die University of Central Arkansas, das sie mit 39:28 gewannen. In diesem Spiel brachte Lance 15 von 30 Passversuchen für 149 Yards und zwei Touchdowns an ihr Ziel. Er verlor einen Fumble, zudem warf er erstmals in seiner College-Karriere eine Interception. Darüber hinaus erlief Lance bei 15 Versuchen 143 Yards und zwei weitere Touchdowns.
Im Anschluss an das Spiel gab Lance bekannt, die auf den Frühling 2021 verlegten Spiele der Bison auszulassen und sich für den NFL Draft 2021 anzumelden.

## NFL
Lance wurde im NFL Draft 2021 als dritter Spieler von den San Francisco 49ers ausgewählt. Die Niners hatten mehrere Wochen vor dem Draft ihre Erstrundenpicks 2022 und 2023 sowie ihren Drittrundenpick 2022 an die Miami Dolphins abgegeben, um von der 12. Stelle neun Plätze nach vorne zu rücken. Er ging als zweiter Quarterback hinter Jimmy Garoppolo in seine erste NFL-Saison. Am ersten Spieltag wurde Lance beim Sieg gegen die Detroit Lions bei einigen Snaps eingesetzt. Er absolvierte drei Läufe für zwei Yards und warf im ersten Viertel einen Touchdownpass für fünf Yards Raumgewinn auf Trent Sherfield. Auch in Woche 3 kam Lance zu einem Kurzeinsatz. Am vierten Spieltag übernahm er gegen die Seattle Seahawks in der zweiten Hälfte als Quarterback, nachdem Garoppolo sich verletzt hatte. Dabei brachte Lance neun von 18 Pässen an und erzielte 157 Yards Raumgewinn und zwei Touchdownpässe. Da Garoppolo auch für den folgenden Spieltag ausfiel, gab Lance am fünften Spieltag gegen die Arizona Cardinals sein NFL-Debüt als Starting-Quarterback. Bei der 10:17-Niederlage brachte Lance 15 von 29 Pässen für 192 Yards an, dabei unterlief ihm eine Interception. Zudem erzielte er 89 Yards Raumgewinn im Laufspiel. Am 17. Spieltag kam Lance gegen die Houston Texans zu seinem zweiten Einsatz als Starter und gewann dabei erstmals. Er erzielte 249 Yards Raumgewinn und warf zwei Touchdownpässe sowie eine Interception.
Vor der Saison 2022 wurde Lance zum neuen Starting-Quarterback der 49ers ernannt. Die Saison verlief jedoch wenig erfolgreich für ihn. In Woche 1 blieb er bei einem verregneten Spiel gegen die Chicago Bears, das San Francisco mit 10:19 verlor, mit einer Interception und einer Passquote von unter 50 % blass, am zweiten Spieltag brach Lance sich gegen die Seattle Seahawks im ersten Viertel den rechten Knöchel und fiel damit für den Rest der Saison aus. In seiner Abwesenheit konnte Rookie Brock Purdy überzeugen, der daraufhin zum neuen Starter für die Saison 2023 avancierte. Lance hingegen fiel infolge der Verpflichtung von Sam Darnold in die dritte Reihe zurück.
Am 26. August 2023 gaben die 49ers Lance im Austausch gegen einen Viertrundenpick an die Dallas Cowboys ab. Als Nummer-drei-Quarterback hinter Dak Prescott und Cooper Rush kam Lance 2023 zu keinem Einsatz. Auch 2024 musste Lance sich meist mit der Rolle des Quarterbacks Nummer drei begnügen und kam nur zu vier Einsätzen, davon einmal als Starter.
Am 4. April 2025 einigten sich Lance und die Los Angeles Chargers auf einen Einjahresvertrag über bis zu 6,2 Millionen US-Dollar.

### NFL-Statistiken
| 2021                               | SFO    | 6              | 2              | 41–71          | 57,7           | 603            | 5              | 2              | 97,3           | 38             | 168            | 4,4            | 1              |
| 2022                               | SFO    | 2              | 2              | 15–31          | 48,4           | 194            | 0              | 1              | 55,0           | 16             | 67             | 4,2            | 0              |
| 2023                               | DAL    | keine Einsätze | keine Einsätze | keine Einsätze | keine Einsätze | keine Einsätze | keine Einsätze | keine Einsätze | keine Einsätze | keine Einsätze | keine Einsätze | keine Einsätze | keine Einsätze |
| 2024                               | DAL    | 4              | 1              | 25–41          | 61,0           | 266            | 0              | 1              | 69,8           | 11             | 41             | 3,7            | 0              |
| Gesamt                             | Gesamt | 12             | 5              | 81–143         | 56,6           | 1063           | 5              | 4              | 80,3           | 65             | 276            | 4,2            | 1              |
| Quelle: pro-football-reference.com |        |                |                |                |                |                |                |                |                |                |                |                |                |

## Persönliches
Sein jüngerer Bruder Bryce Lance spielt als Wide Receiver und geht seit 2021 ebenfalls auf die North Dakota State University.